# Ирвин, Джим (хоккеист на траве)
Джеймс Джордж (Джим) Ирвин (англ. James George (Jim) Irvine, 2 декабря 1948, Сидней, Австралия) — австралийский хоккеист (хоккей на траве), полевой игрок, тренер. Серебряный призёр летних Олимпийских игр 1976 года.

## Биография
Джим Ирвин родился 2 декабря 1948 года в австралийском городе Сидней.
В 1976 году вошёл в состав сборной Австралии по хоккею на траве на Олимпийских играх в Монреале и завоевал серебряную медаль. Играл в поле, провёл 8 матчей, забил 2 мяча (по одному в ворота сборных Индии и Пакистана).
В 1984 году вошёл в состав сборной Австралии по хоккею на траве на Олимпийских играх в Лос-Анджелесе, занявшей 4-е место. Играл в поле, провёл 5 матчей, мячей не забивал.
По окончании игровой карьеры стал тренером. В 2000 году ассистировал главному тренеру Терри Уолшу, под началом которого сборная Австралии по хоккею на траве завоевала бронзовые медали на летних Олимпийских играх в Сиднее. Впоследствии работал в Нидерландах, где дважды выигрывал чемпионат страны.